# 卡尔桑-蓬松
卡尔桑-蓬松（法語：Carcen-Ponson，法語發音：[kaʁsɛ̃ pɔ̃sɔ̃]）是法国朗德省的一个市镇，属于达克斯区。该市镇于1833年由原市镇卡尔桑（Carcen）和蓬松（Ponson）合并而成。

## 地理
卡尔桑-蓬松（43°52'52"N, 0°48'25"W）面积36.72 平方千米，位于法国新阿基坦大区朗德省，该省份为法国西南部沿海省份，是法國本土面积第二大的省，北起吉倫特省，西临大西洋，南至大西洋比利牛斯省，东临热尔省，东北与洛特-加龍省接壤。
与卡尔桑-蓬松接壤的市镇（或旧市镇、城区）包括：贝加尔、贝隆格、卡尔卡雷斯-圣克鲁瓦、莱斯戈尔、里永德朗德、圣亚根、塔尔塔斯。
卡尔桑-蓬松的时区为UTC+01:00、UTC+02:00（夏令时）。

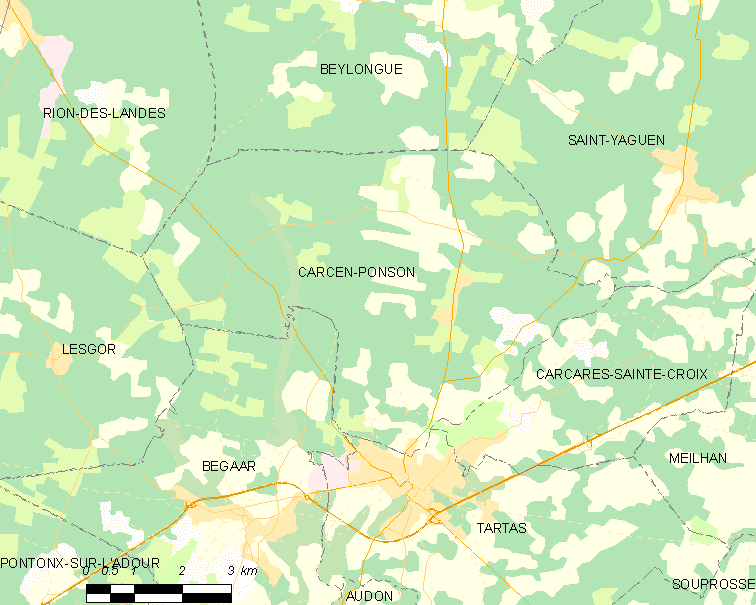
卡尔桑-蓬松的OSM定位图

## 行政
卡尔桑-蓬松的邮政编码为40400，INSEE市镇编码为40067。

## 政治
卡尔桑-蓬松所属的省级选区为莫尔桑克斯-塔尔塔斯地区县。

## 人口

1962-2008年间卡尔桑-蓬松人口变化图示

卡尔桑-蓬松于2022年1月1日时的人口数量为631人。